# Olga Jewgenjewna Petrowa
Olga Jewgenjewna Petrowa (russisch Ольга Евгеньевна Петрова, UEFA-Transkription Olga Petrova; * 9. Juli 1986 in Jubileiny) ist eine ehemalige russische Fußballspielerin.

## Karriere

### Vereine
Petrowa gelangte über den WFK Jessenja Rybnoje und den FK Nadeschda Noginsk im Jahr 2004 zum Rekordmeister FK Rossijanka. Dort spielte sie bis ins Jahr 2013 und kam zwischen 2007 und 2013 auch in mehreren Spielen der Champions-League zum Einsatz. Am 27. Dezember 2013 verkündete sie ihren Wechsel zum deutschen Bundesligisten und amtierenden Meister VfL Wolfsburg, den sie jedoch bereits nach wenigen Wochen wieder verließ. Am 13. April 2014 unterschrieb sie einen Zweijahresvertrag mit dem FK WDW Rjasan.

### Nationalmannschaft
Petrowa nahm mit der russischen U19-Auswahl an der Europameisterschaft in Ungarn teil und gewann mit dem 6:5-Sieg im Elfmeterschießen gegen die U19-Nationalmannschaft Frankreichs den Europameisterschaftstitel. Sie nahm ebenso an der U19-Weltmeisterschaft 2004 und der U20-Weltmeisterschaft 2006 teil. Mit der A-Nationalmannschaft nahm sie zunächst am Turnier um den Slavic Cup 2013 teil, das sie mit ihr auch gegen die Nationalmannschaft Tschechiens gewann – wenn auch erst mit 4:2 im Elfmeterschießen. Später nahm sie mit ihrer Mannschaft an der Europameisterschaft 2019 in Finnland teil.

## Erfolge
Nationalmannschaft
- Slavic-Cup-Sieger 2013
- U19-Europameister 2005

FK Rossijanka
- Russischer Meister 2005, 2006, 2010, 2012
- Russischer Pokalsieger 2005, 2006, 2008, 2009, 2010
- Albena-Cup-Sieger 2005, 2006

## Auszeichnungen
- Sportlerin des Jahres 2008
- Russische Fußballspielerin des Jahres 2012

## Persönliches
Ihr Vater Jewgeni Andrejewitsch Petrow war ihr erster Fußballtrainer und anschließend Nationaltrainer von diversen Juniorennationalteams von Russland.